# Porsche Holding
A Porsche Holding (nome formal: Porsche Holding GmbH, também conhecido como Porsche Holding Salzburg ) é o maior distribuidor de automóveis da Europa. Em 2011, a empresa foi vendida pela família Porsche e Porsche SE para a Volkswagen AG, que são as principais partes interessadas na empresa. 

## História

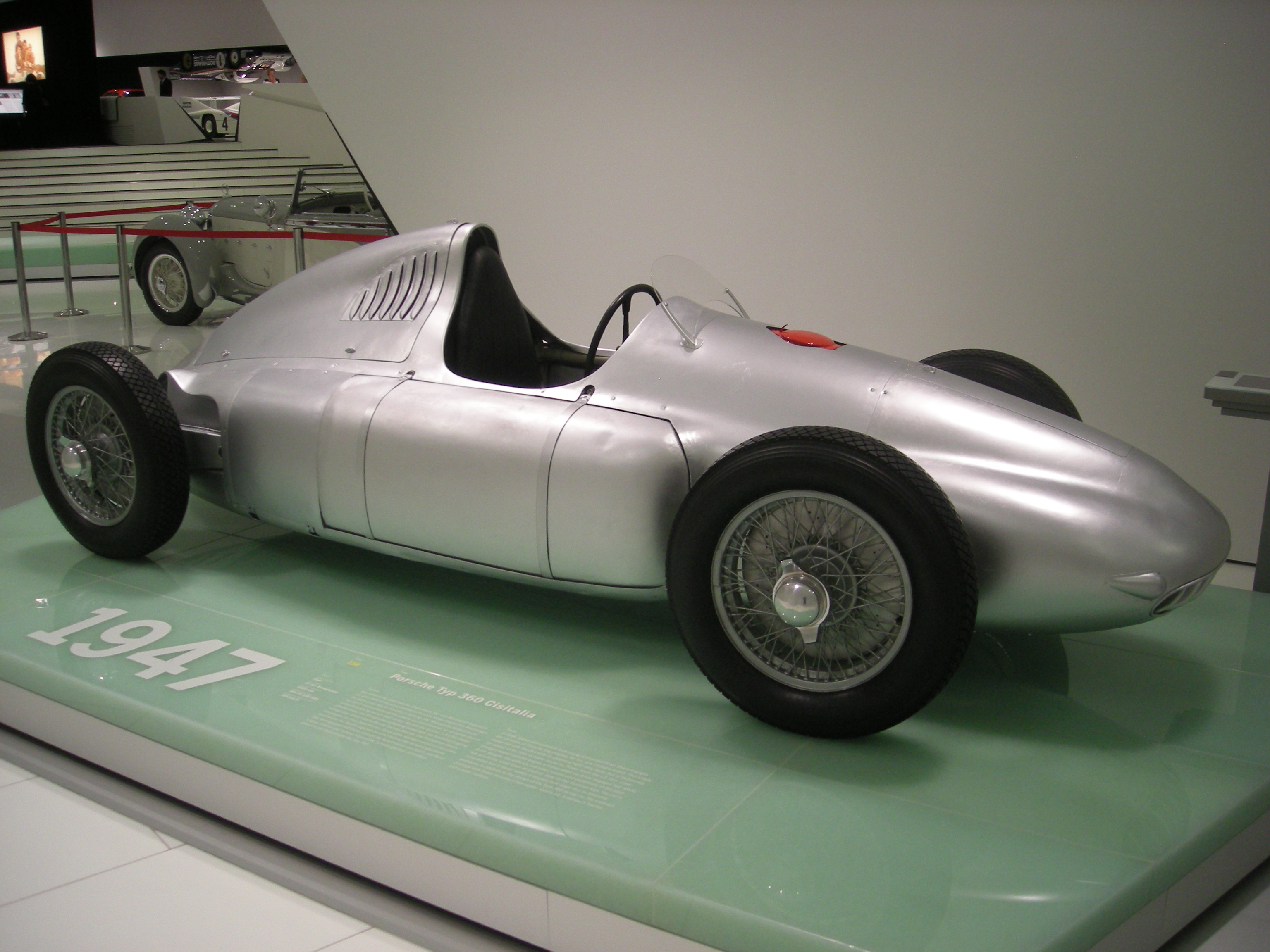
Porsche 360 Cisitalia

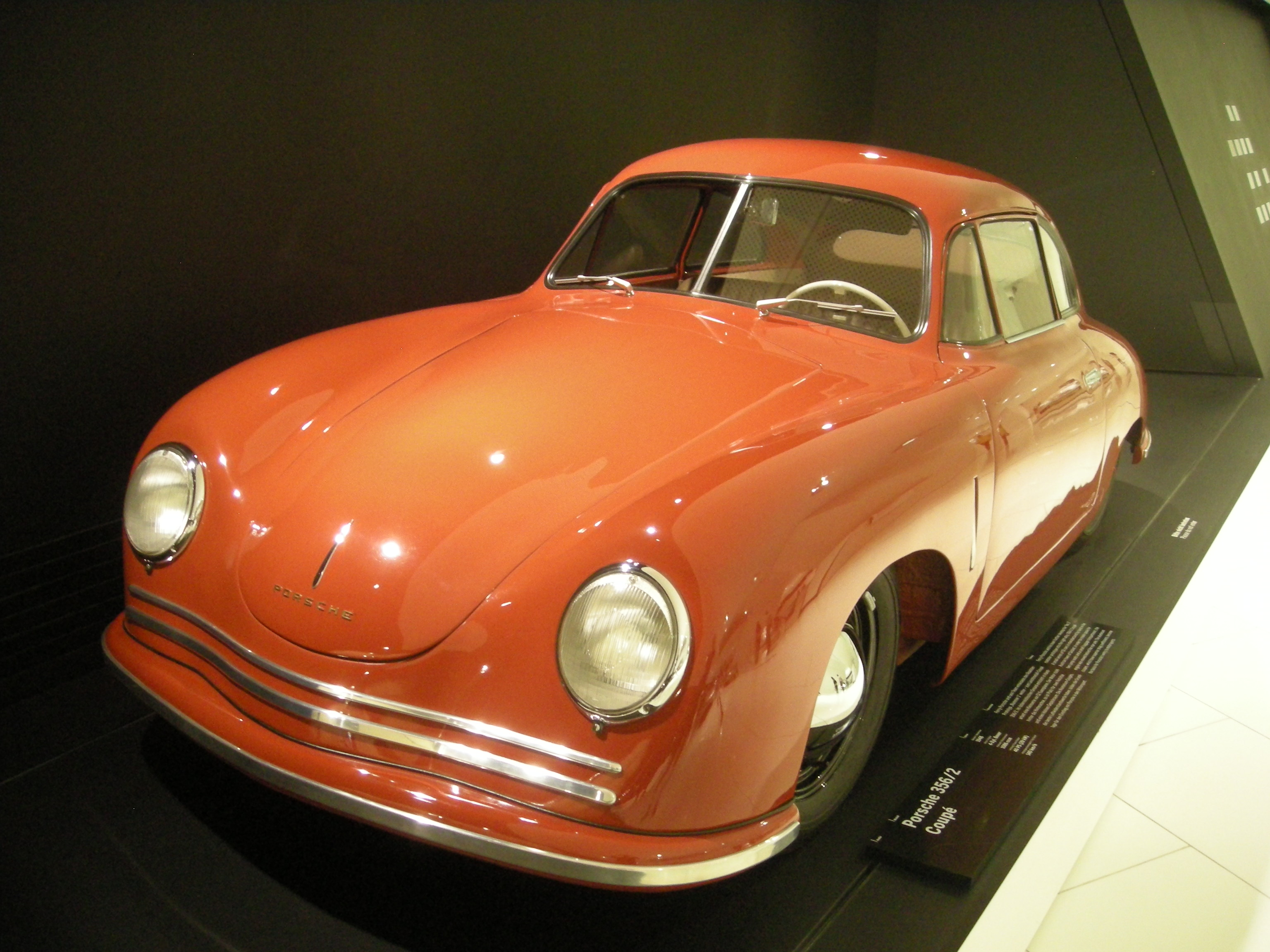
Porsche 356/2, o primeiro Porsche 356 com motor traseiro

A Porsche Holding GmbH, com sede em Salzburgo, na Áustria, foi fundada por Louise Piëch e Ferry Porsche (filha e filho de Ferdinand Porsche ) em 1947 como Porsche Konstruktionen GesmbH em Gmünd, na Áustria. Depois que o carro de corrida Porsche 360 Grand Prix foi projetado por Ferry Porsche com a ajuda dos engenheiros do escritório de design de seu pai para a Cisitalia em 1947, a empresa começou a fabricar o Porsche 356, começando com o protótipo Porsche 356/1 e, em seguida, 356/2 em 1948 em a fábrica localizada em uma serraria em Gmünd e, mais tarde, em uma fábrica em Salzburgo. 

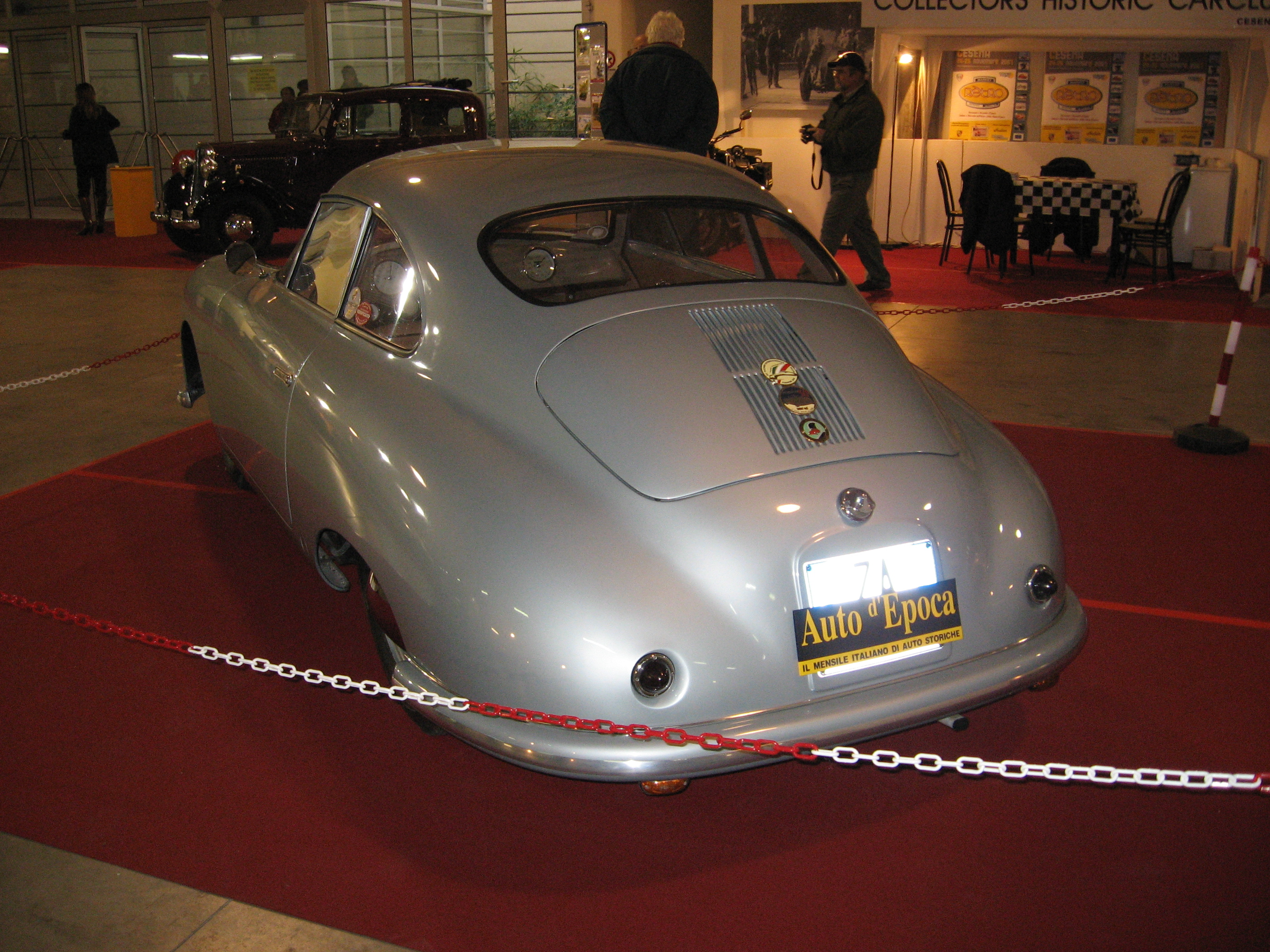
Porsche 356 com corpo de alumínio 1948 fabricado em Gmünd

Depois que Ferdinand Porsche foi libertado de uma prisão francesa após a guerra, a produção do Porsche 356 foi retomada pelo Dr. Ing. hc A F. Porsche GmbH, em Stuttgart, Alemanha, e as instalações em Salzburgo tornaram-se o lar da Porsche Konstruktionen como importadora austríaca de produtos Volkswagen e Porsche em 1949. Ferry Porsche ingressou na empresa de seu pai em Stuttgart, enquanto a operação austríaca ficou com Anton Piëch e Louise Piëch, que conseguiram se tornar a maior cadeia de concessionárias de carros da Áustria em 1957. 
Na década de 1960, a Porsche Konstruktionen tornou-se um dos maiores distribuidores de produtos Volkswagen e Porsche da Europa.
No final da década de 1960, a Porsche entrou em muitos carros esportivos em corridas e, para apoiar o esforço da fábrica (então denominada Porsche System Engineering ), equipes externas de semi-fábrica foram montadas para compartilhar a carga de trabalho. Em 1969, o Porsche Salzburg tornou-se de fato uma segunda equipe de obras, patrocinada pela Porsche Konstruktionen. No início da temporada, em Nürburgring, os carros foram inscritos como Salzburg Porsche Konstruktionen, mas mais tarde na Áustria, em Österreichring, tornou-se o Porsche Salzburg . 
O Porsche Salzburg tornou-se participante da temporada de 1969 do World Sportscar Championship e da temporada de 1970 do World Sportscar Championship, representando a Porsche no automobilismo . Em 1970, a equipe de John Wyer era o parceiro designado da fábrica. A própria fábrica da Porsche não competiu mais, concentrando-se no desenvolvimento, mas Salzburgo continuou. Normalmente, dois carros eram inscritos, para Vic Elford e Hans Herrmann . Salzburgo operou o vencedor Porsche 908/3 nos 1000 km de Nürburgring naquele ano, e o vencedor Porsche 917 KH nas 24 Horas de Le Mans de 1970 . Depois de 1970, o nome de Porsche Salzburg desapareceu das listas de inscritos, quando a Martini Racing assumiu o cargo de segunda equipe apoiada pela fábrica, além de Wyer. 

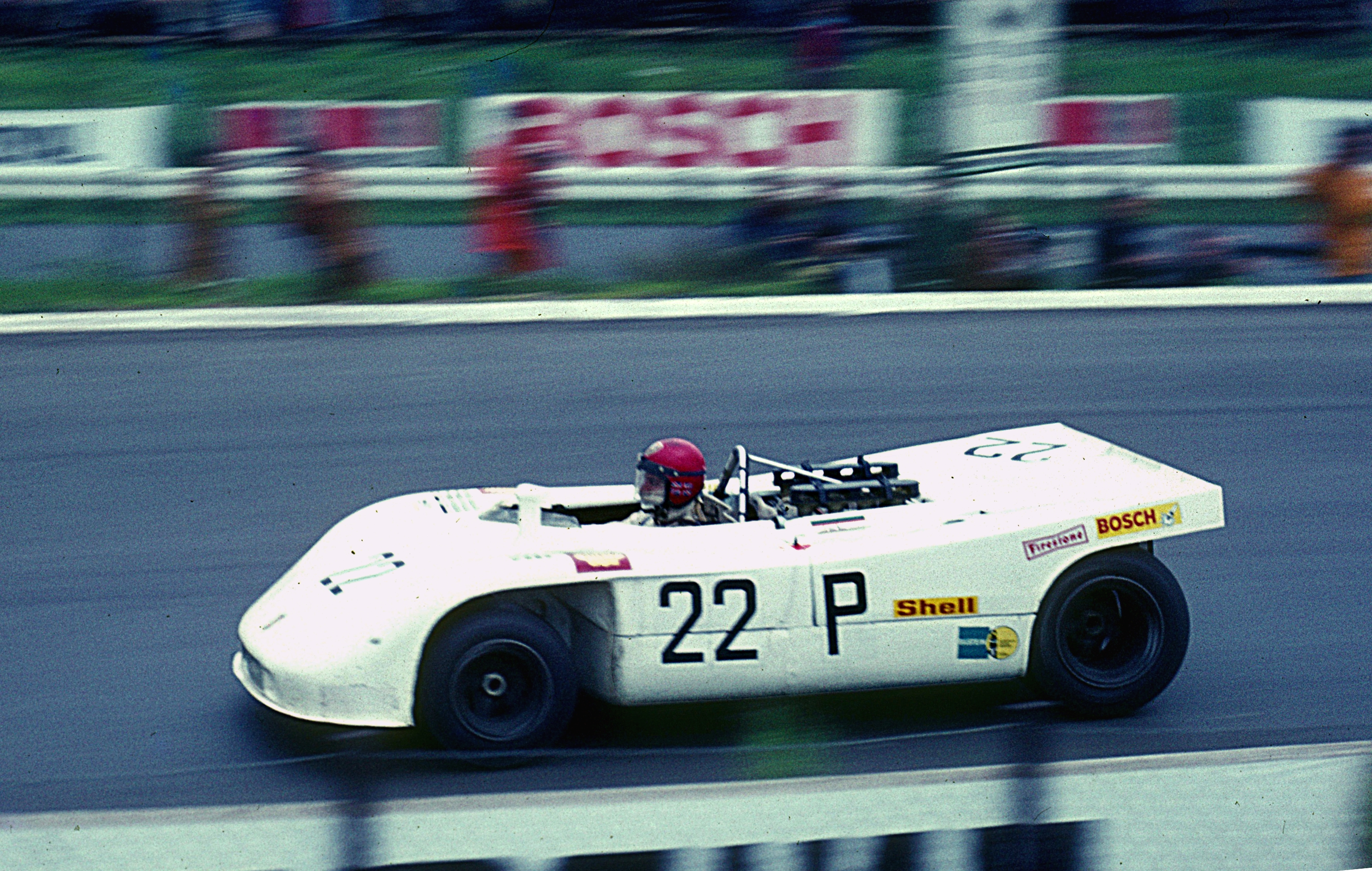
Porsche 908/03 de Vic Elford / Kurt Ahrens Jr., vencedor do Nürburgring de 1000 km 1970, inscrito pelo Porsche Salzburg

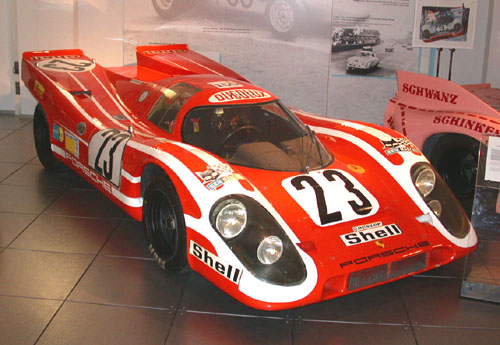
Porsche 917 Kurzheck 4.5L de Hans Herrmann / Richard Attwood, vencedor de 1970 24 Horas de Le Mans, inscrito por Porsche Salzburg

## Desenvolvimentos Recentes
Em janeiro de 2009, a Porsche SE tornou-se o maior acionista da Volkswagen AG e, em março de 2011, a Porsche SE e as famílias Porsche e Piëch venderam a propriedade da empresa austríaca, que foi reorganizada na Porsche Holding GmbH (Porsche Holding Salzburg), à Volkswagen AG . 
Hoje, a Porsche Holding Salzburg é o maior distribuidor de automóveis da Europa, representando as marcas do Grupo Volkswagen, incluindo a Porsche, no atacado (como importador), no varejo (através de seus revendedores) e no negócio de pós-venda (serviço) em 21 países da Europa, bem como na América do Sul e na China. 